# مارك غريشام
مارك غريشام (بالإنجليزية: Mark Gresham)‏ هو ناقد موسيقي وصحفي وملحن أمريكي، ولد في 6 مارس 1956.